# Ибрагимов, Гали Гизетдинович
Кинза Гизетдинович Ибрагимов(16 января 1919, Стерлитамак — 26 ноября 1989, Уфа) — башкирский писатель и поэт, педагог. Участник Великой Отечественной войны. Заместитель главного редактора журнала «Кинза» (1959—1973). Заслуженный работник культуры РСФСР (1979), БАССР (1969).
Главное произведение — роман «Кинза» об участии башкир в Пугачевщине (1977). За роман «Кинза» Гали Ибрагимов удостоен премии имени кинзы. В 1991 году по роману сняли многосерийный художественный фильм.

## Образование
- 1953 — Башкирский пединститут имени К.А.Тимирязева (ныне Уфимский университет науки и технологий).
- 1957—1959 — Высшие литературные курсы, руководитель творческого семинара по прозе — Степан Злобин.

## Биография
Семья Ибрагимовых переехала в Ишимбай в предвоенные годы. Здесь будущий великий писатель писал свои первые стихи, сделал первые шаги в журналистике. Вернувшись в Ишимбай с фронта Гали Ибрагимов стал преподавать английский в нефтяном техникуме. Изучал жизнь нефтяников, строителей, писал о них очерки, рассказы, путешествовал, работал в архивах.
Умер в 1989 году, похоронен на Мусульманском кладбище г. Уфы.

## Великая Отечественная
Служил на Дальнем Востоке, затем участвовал в боях на фронтах Великой Отечественной войны, освобождал Украину, Белоруссию, дошел до Одера. Получил четыре тяжелых ранения.

## Литературное творчество
Печатается с 1937 года.
Сборник стихов:
- «Счастливая жизнь» («Бәхетле ғүмер», 1940, совместно с А. Шакири)[5]

Романы:
- «Однополчане» («Бер полк кешеләре», 1956)
- «Изел егете Илгужа» (1963)
- «Река не отдыхает» (1964)
- «Подснежник» («Умырзая», 1968)
- «Ай битен йыуганда» (1970)
- «Подснежник» (1971)
- «Дождь на новолуние» («Ай битен йыуғанда», 1972)
- «Кинзя» — 1-я книга (1982)
- «Кинзя» — 2-я книга (1987)

Повести:
- «В строю друзей» («Дуҫтар сафында», 1960, о пограничниках)
- «Шаровая молния» («Йәшен ташы», 1962, о нефтяниках)
- «Парень из Иделя»/ «Илгужа — сын Агидели» («Иҙел егете Илғужа», 1964)
- «Подъем» (1966)

## Память
В жизни он был очень скромным человеком, доброжелателен, умел расположить к себе людей. Очень много работал в архивах.— http://www.ishimbaybiblio.ru/index.php?par=Ourpublications&bold=31
В марте 1998 года уфимский дом писателя улице Пушкина, 56 украсила мемориальная доска с надписью «В этом доме в 1976—1989 годах жил видный башкирский писатель Гали Ибрагимов (1919—1989)».
С 1995 года на доме 25 на проспекте Ленина в Ишимбае висит мраморная доска в честь писателя. «В этом доме с 1945 года по 1949 гг. жил видный башкирский писатель, лауреат Государственной премии имени Салавата Юлаева, автор известной „Кинзи“ Гали Гизетдинович Ибрагимов». В митинге по случаю открытия памятной мемориальной доски участвовали дочери и внучка писателя, писатели РБ — Раиль Байбулатов, Р. Ахметов, А. Абдразаков. На митинге присутствовали односельчане — левобережцы..
Горсоветом г. Стерлитамака в 1996 году учреждена ежегодная премия его имени.

## Архивы
В РГАЛИ хранится архив писателя. Другой архив — в Центральном государственном архиве общественных объединений Республики Башкортостан

## Награды
- Орден Красной Звезды (1945)
- Знак Почёта (1986)
- Орден Отечественной войны 1 степени (1985)